# Sankt Anton am Arlberg

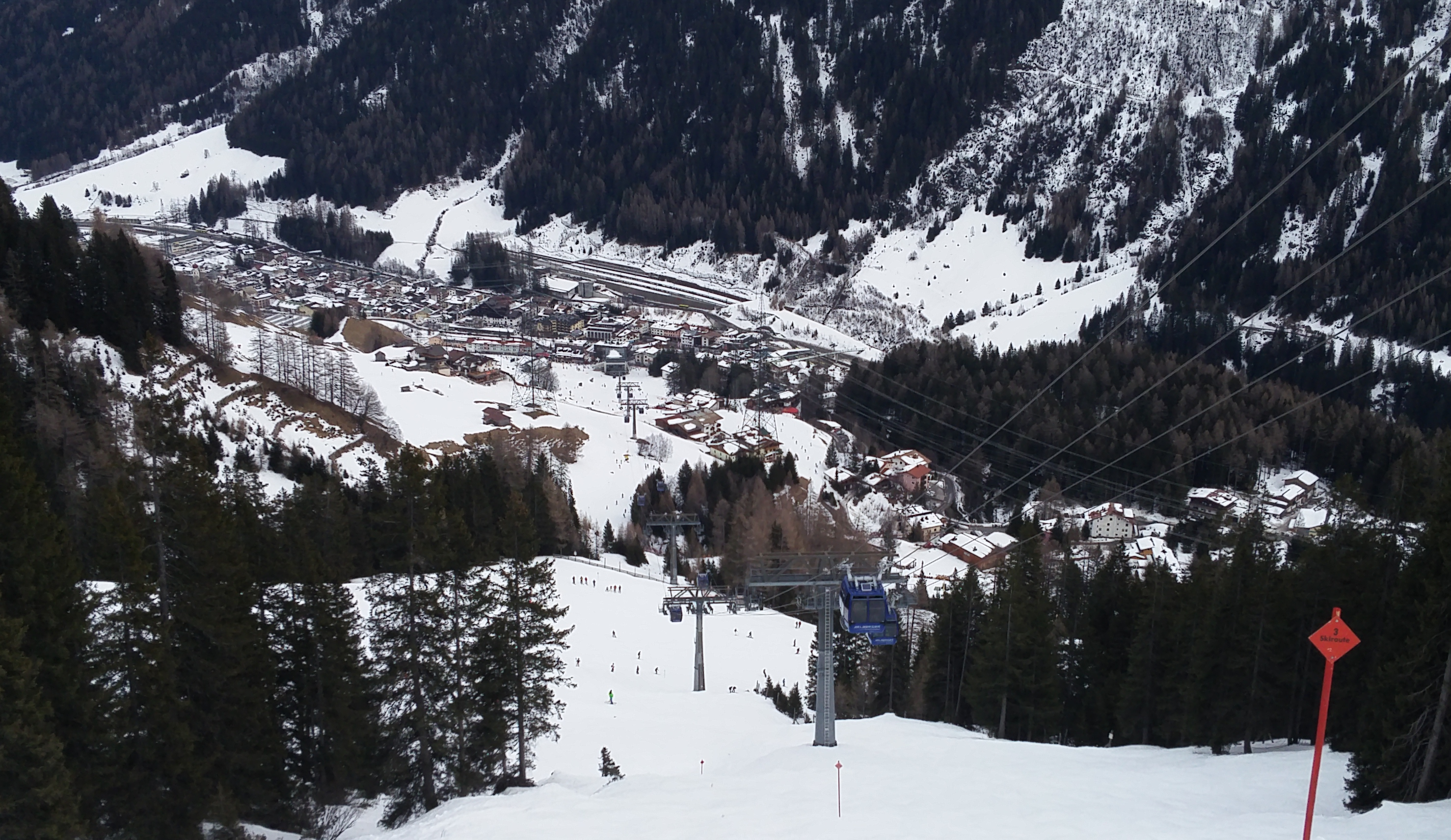
St. Anton, 2016

Sankt Anton am Arlberg, también conocido como St. Anton, es un pueblo y estación de esquí en Tirol, al oeste de Austria, en la frontera de Vorarlberg, al pie del Paso de Arlberg. El municipio tiene una superficie de 165.81 kilómetros² y con una población permanente de alrededor de 2,800 habitantes. Está situada a 1,304 metros sobre el nivel del mar en los Alpes de Tirol, posee teleféricos y telesillas a 2,811 metros. Se divide en los distritos son Nasserein, Santiago y San Cristóbal. Es también un destino vacacional muy popular entre los excursionistas y alpinistas.
El esquí tiene una larga historia en St. Anton: los instructores de esquí del área emigraron a América en la década de 1930, ayudando a popularizar el deporte. St. Anton fue el anfitrión del Campeonato Mundial de Esquí Alpino en 2001.
St. Anton am Arlberg es la ciudad natal de Hannes Schneider y de Karl Schranz. 

## El complejo
Una ciudad con 2 500 habitantes permanentes, St. Anton se encuentra sobre el río Rosanna y está en la línea ferroviaria principal entre Austria y Suiza. Es parte de la alianza Ski*Alberg de estaciones de esquí - una región que incluye 94 teleféricos y telesillas, 340 kilómetros de pistas preparadas y 200 kilómetros de pistas de nieve profunda.
Una zona peatonal forma el centro de la ciudad. En el extremo oeste del pueblo está "Galzigbahn" que ha sido reemplazado por una góndola Funitel. La nueva góndola permite ascender a los pasajeros a bordo de la góndola en la planta baja, luego se gira la góndola hasta los cables de alta velocidad.
St. Anton fue mostrada en la película de 1969 Downhill Racer, con Robert Redford y Gene Hackman.